# Meade megye (Kentucky)
Meade megye az Amerikai Egyesült Államokban, azon belül Kentucky államban található. Megyeszékhelye és legnagyobb városa Brandenburg. Lakosainak száma 30 003 fő (2020. április 1.).

## Szomszédos megyék
- Crawford megye (észak)
- Harrison megye (északkelet)
- Hardin megye (délkelet)
- Breckinridge megye (délnyugat)
- Perry megye (északnyugat)

## Népesség
A megye népességének változása:
| Lakosok száma | 28 700 | 29 605 | 29 220 | 29 210 | 27 924 | 30 003 |
|               | 2010   | 2011   | 2012   | 2013   | 2015   | 2020   |